# Джон Едгар Гувер
Джон Е́дгар Гу́вер (; 1 січня 1895, Вашингтон — 2 травня 1972, Вашингтон) — американський державний діяч, що обіймав посаду директора Федерального бюро розслідувань протягом майже півстоліття, з 1924 року до самої своєї смерті в 1972 році.
Очоливши Бюро розслідувань (в 1935 році перейменоване в ФБР) у 29-річному віці, Гувер пережив на цій посаді Велику депресію, реформи Рузвельта, Другу світову війну, перші етапи Холодної, Корейську й В'єтнамську війни, бувши завжди однією з найвпливовіших фігур у США. Відзначаючи заслуги Гувера перед країною, багато хто звинувачував його й у численних зловживаннях повноваженнями. Суперечливість його фігури й надзвичайна тривалість перебування на посаді стали причиною того, що після нього максимальний термін роботи директорів ФБР був встановлений у 10 років.